# Moroni
Moroni (arabsky: موروني) je hlavní město souostrovního státu Komory. Město se stalo hlavním městem v roce 1958, zároveň je největším městem Komor. V roce 2003 žilo 60 200 obyvatel.
Nedaleko města se nachází mezinárodní letiště Prince Saida Ibrahima.

## Historie

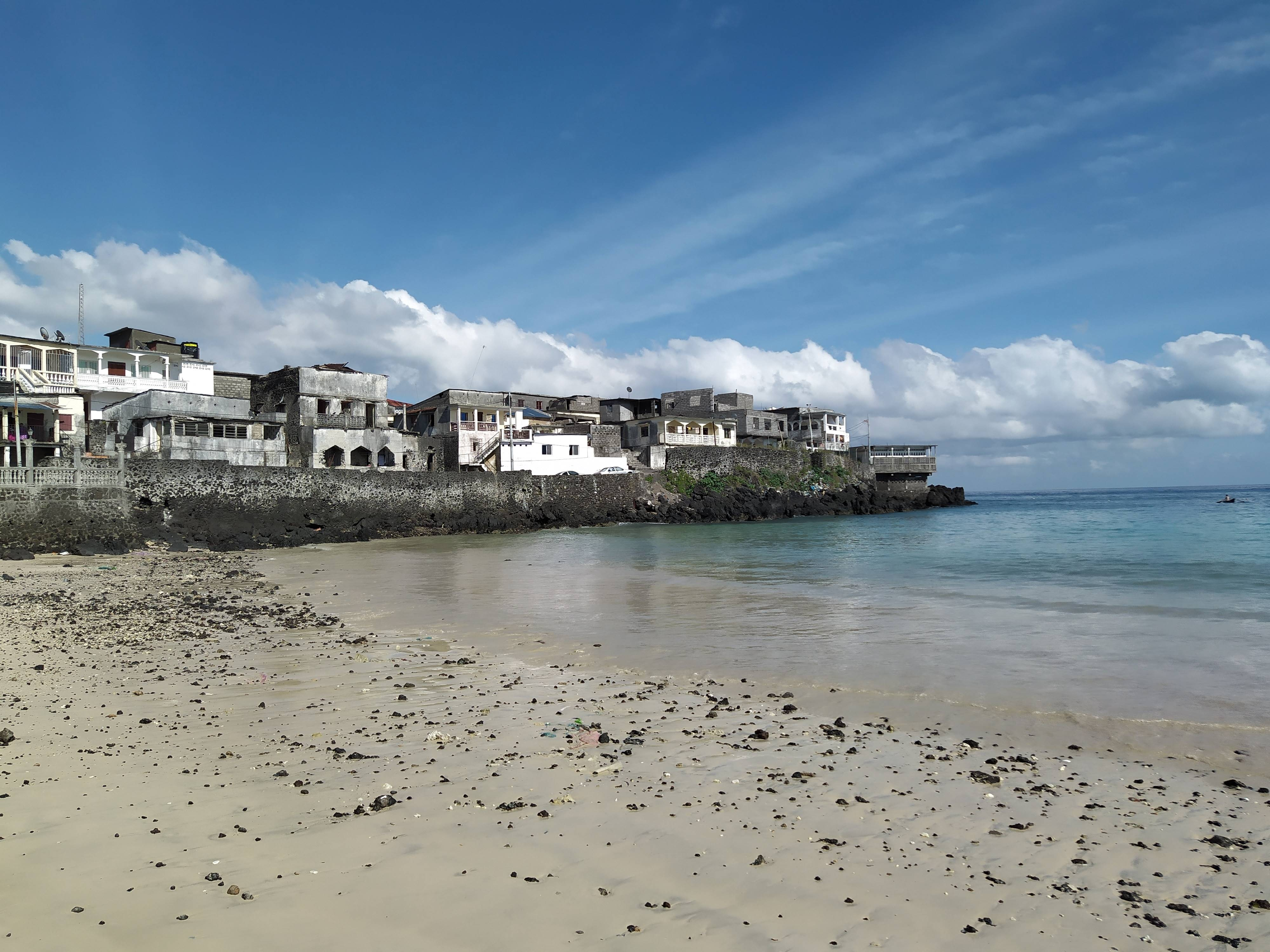
Pláž v Moroni

Raná historie města Moroni je nejistá. Nejstarší písemné důkazy o osídlení Komorských ostrovů pocházejí nejdříve ze 7. století, pravděpodobně od arabských navigátorů a bantusky mluvících zemědělců, zatímco keramické nálezy ze 7. až 10. století ukazují, že ostrovy byly součástí rozvíjející se svahilské civilizace, ale kdy byl Moroni poprvé osídlen, není známo.
V polovině druhého tisíciletí však byl Moroni zjevně dobře zavedeným městem, zapojeným do obchodních sítí po celém Indickém oceánu, a mešita Badjanani, postavená v roce 1427, je svědectvím bohatství města, které je současným zlatým věkem jiných svahilských měst. Spolu se sousedním přístavem a královským hlavním městem Ikoni byl Moroni jedním ze dvou center ekonomické a politické moci království Bambao. Nicméně až do konce devatenáctého století to bylo jen jedno z mnoha velkých měst na ostrově, a to až sultán Bambao, Said Ali ibn Said Omar, vyjednal smlouvu o protektorátu s Francií v roce 1886, že se jeho město stalo sídlem koloniální správy.
Moroni se během dvacátého století pomalu rozrůstal, protože i když byl nyní hlavním městem Ngazidji, nebyl sídlem územní správy, která se nacházela v Dzaoudzi na Mayotte, a v roce 1958 zde stále žilo pouze 6 545 obyvatel.  Ve stejném roce však bylo rozhodnuto přesunout hlavní město souostroví z Dzaoudzi do Moroni a město se pomalu rozrůstalo a stávalo se největším v zemi.
Anjouanští zástupci odmítli dohodu o široké autonomii těchto tří ostrovů, což vyústilo v výbuch násilí, které postihlo Moroniho v dubnu 1999, během něhož plukovník Azali Assoumani převzal moc státním převratem.  V prosinci 2003 podepsali prezidenti ostrovů Komorského svazu Moroniho dohodu o přechodných dohodách.  Před volbami v roce 2006 byly vládou vlastněné Rádio Ngazidja a soukromá stanice Moroni FM napadeny ozbrojenými útočníky a dočasně vytlačeny z vysílání.  V roce 2010 postavila Seabees amerického námořnictva školu Hamramba v Moroni jako humanitární projekt ve spolupráci s místní armádou a komorskou federální vládou; Stavební metody zahrnovaly ruční míchání betonu před použitím kbelíků a sudů kol k přesunu betonu na školní staveniště.

## Geografická poloha
Město leží na západním pobřeží ostrova Grande Comore (Velký Komor), který je největší ze souostroví v Indickém oceánu. Nad městem se tyčí sopka Karthala. Asi 20 km severně od města je mezinárodní letiště Prince Said Ibrahim Airport.